# Clusia aemygdioi
Clusia aemygdioi é uma espécie de  planta do gênero Clusia e da família Clusiaceae.

## Taxonomia
A espécie foi decrita em 1985 por Barbara Weinberg e Ary Gomes da Silva. 

## Forma de vida
É uma espécie terrícola, arbustiva e arbórea. 

## Conservação
A espécie faz parte da Lista Vermelha das espécies ameaçadas do estado do Espírito Santo, no sudeste do Brasil. 

## Distribuição
A espécie é endêmica do Brasil e encontrada no estado brasileiro de Espírito Santo.  
A espécie é encontrada no domínio fitogeográfico de Mata Atlântica, em regiões com vegetação de floresta ombrófila pluvial.